# Rio Orăştie
O Rio Orăştie é um rio da Romênia afluente do Rio Mureş, localizado no distrito de Hunedoara.